# Tratatul de la Portsmouth

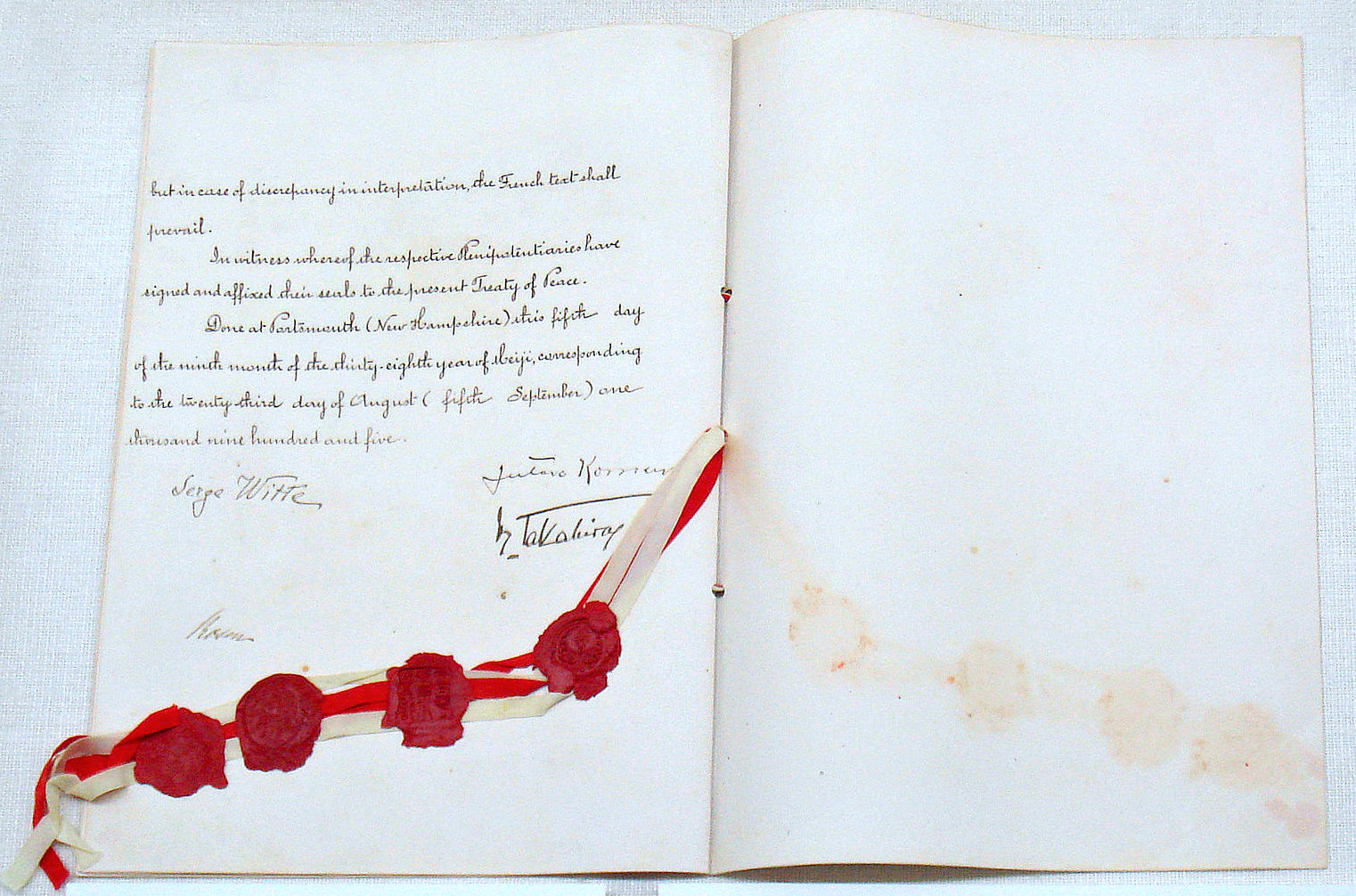
Tratatul de pace ruso-japonez, sau „tratatul de la Portsmouth”, 5 septembrie 1905. Arhivele diplomatice ale Ministerului Afacerilor Externe al Japoniei.

Negocierea tratatului de la Portsmouth (1905) — De la stânga la dreapta: rușii din plan îndepărtat sunt Korostoveţ, Nabokov, Vitte, Rosen, Plancon, iar japonezii din plan apropiat sunt Adachi, Ochiai, Komura, Takahira, Satō. Masa de conferințe s-a păstrat și este expusă astăzi în muzeul Meiji Mura din Inuyama, prefectura Aichi, Japonia.

Tratatul de la Portsmouth a pus capăt Războiului Ruso-Japonez din 1904-1905. 
A fost semnat la 5 septembrie 1905 după negocieri purtate la Șantierul Naval Portsmouth din Kittery, Maine (și denumit după orașul Portsmouth, New Hampshire din apropiere) din Statele Unite.

## Negocierile
Delegații care au semnat acordul de pace au fost Serghei Vitte și Roman Rosen pentru Rusia, și Komura Jutarō și Takahira Kogorō pentru Japonia. Fiodor Martens și alți diplomați din ambele țări au fost cazați în New Castle, New Hampshire la Hotel Wentworth (unde s-a semnat armistițiul), și au fost transportați pentru negocieri peste râul Piscataqua la baza aflată în Kittery, Maine. Întâlnirile s-au ținut în clădirea General Stores (astăzi, Clădirea 86). Mobila de mahon cu modele după sala cabinetului de la Casa Albă a fost comandată de la Washington.
Conform tratatului, atât Japonia cât și Rusia acceptau să evacueze Manciuria și să o retrocedeze Chinei, dar Japonia a primit în chirie peninsula Liaodong (cu Port Arthur și Talien), și sistemul rusesc de căi ferate din sudul Manciuriei cu acces la resurse strategice. Japonia a primit și jumătatea sudică a insulei Sahalin de la Rusia. Deși Japonia a câștigat mult de pe urma tratatului, era mai puțin totuși decât aștepta publicul nipon, întrucât poziția inițială a Japoniei la negocieri a fost să ceară întreaga insulă Sahalin și despăgubiri de război. Nemulțumirile au dus la revoltele din Hibiya și la demiterea guvernului lui Katsura Tarō la 7 ianuarie 1906.
Războiul Ruso-Japonez din 1904-1905 s-a dat între Rusia, mare putere internațională cu una dintre cele mai mari armate din lume, și Japonia, o țară încă mică, abia ieșită dintr-o perioadă de două secole și jumătate de izolare. 
Războiul Ruso-Japonez, care a implicat nu doar cele două țări beligerante, ci și China, Coreea, Europa și Statele Unite, au stabilit echilibrul puterilor în Pacific pentru următorul secol. Războiul și tratatul au dat semnalul apariției Japoniei ca putere mondială. Datorită rolului jucat de președintele Theodore Roosevelt, Statele Unite au devenit de asemenea o importantă forță diplomatică mondială. Roosevelt a primit Premiul Nobel pentru Pace în 1906 datorită eforturilor dinaintea și din timpul negocierilor, deși el nu a fost prezent la Portsmouth. Această afacere internațională a rezolvat dificultățile de moment din Orientul Îndepărtat și a dus la patru decenii de pace între cele două țări.
Negocierile tratatului de pace de la Portsmouth au fost identificate ca un exemplu timpuriu de diplomație la niveluri multiple. Cercetările recente asupra documentelor primare au arătat că cetățeni localnici au încurajat eforturile delegaților de a ajunge la un acord cu ocazia a numeroase evenimente sociale, în special atunci când negocierile formale nu aveau rezultat.
La aniversarea centenarului tratatului, cercetătorii au investigat jurnalele participanților, ziarele locale și documentele guvernamentale care să explice cauzele războiului, al conflictului militar maritim și terestru, diplomația pe canale neoficiale a președintelui american Theodore Roosevelt, și negocierile găzduite de Marina SUA și de statul New Hampshire. Conferința de pace a început când președintele Theodore Roosevelt a invitat ambele țări să ducă negocieri directe într-un loc neutrul, la Portsmouth, New Hampshire. Datorită încrederii pe care Roosevelt o avea în Marina SUA, Șantierul Naval Portsmouth a fost ales anume ca loc al negocierilor.

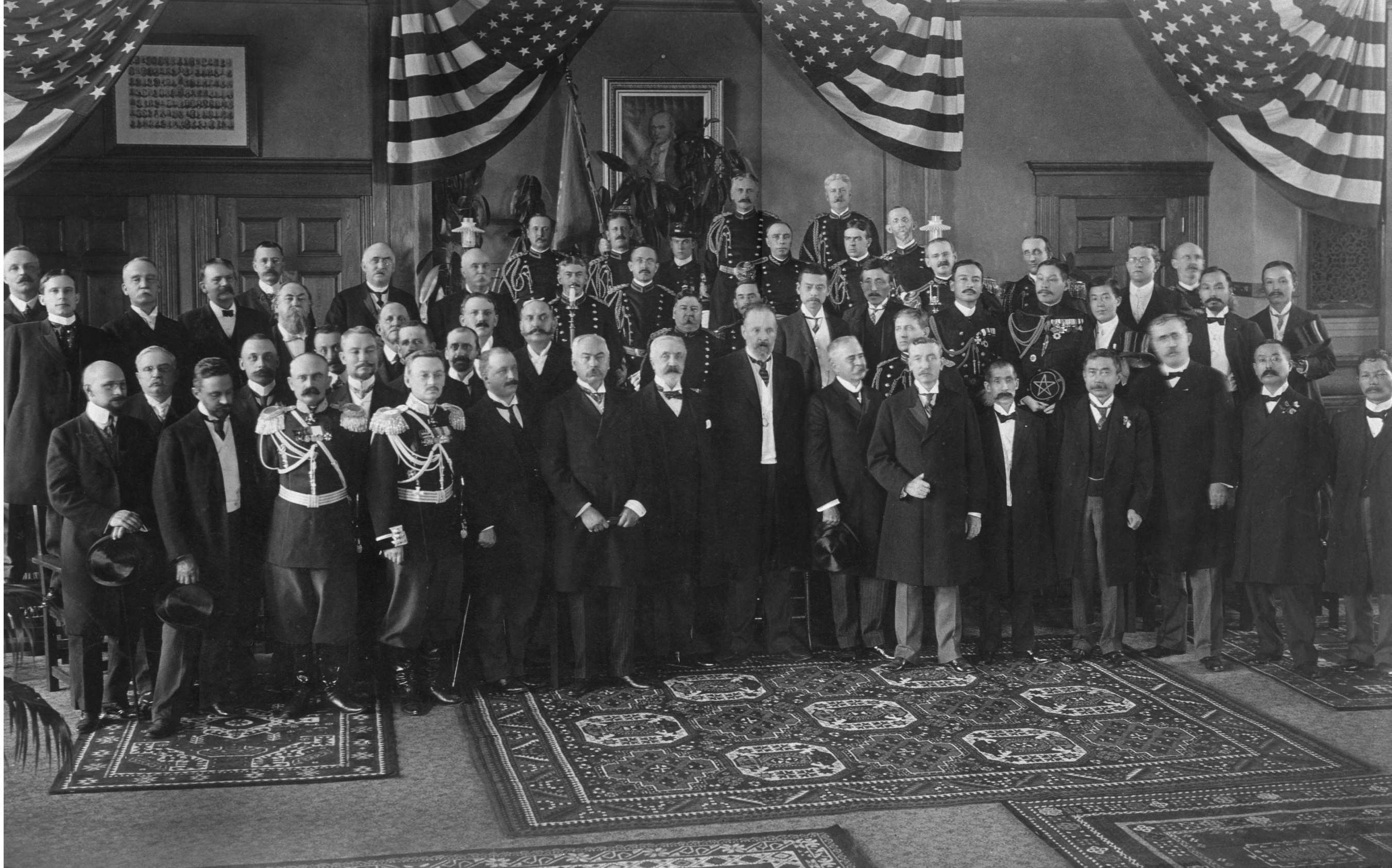
Primirea delegaţilor

Negocierile au durat întreaga lună august. Înainte de demararea lor, japonezii ar fi semnat un acord Taft-Katsura cu SUA în iulie 1905, prin care SUA accepta controlul japonez asupra Coreei în schimbul dominației americane în Filipine. Japonezii au ajuns la un acord cu Regatul Unit pentru a extinde tratatul anglo-japonez la întreaga Asie de Est, în schimbul acordului britanic asupra controlului japonez asupra Coreei.
Deși Japonia a cerut întregul Sahalin și despăgubiri de război, iar Rusia a refuzat ferm, s-a ajuns la pace în urma acțiunilor participanților, inclusiv în urma comunicațiilor neoficiale cu Roosevelt. Rusia, sub îndrumarea lui Vitte, nu era dispusă la concesii în numele păcii și a profitat de nevoia Japoniei de a pune capăt războiului și astfel de dispoziția acesteia la compromis. Roosevelt a propus la început ca o comisie neutră să propună concesii pe care Rusia să le facă Japoniei, dar, după ce ideea a fost respinsă, Roosevelt i-a convins pe japonezi să renunțe la despăgubiri și să accepte doar jumătatea sudică a Sahalinului.
Tratatul a confirmat apariția Japoniei ca mare putere în Asia de Est, și a obligat Rusia să renunțe la politicile expansioniste din regiune, dar nu a fost bine primit de publicul nipon.